# Ermita de la Virgen de la Esperanza (Albocácer)
La ermita de la Virgen de la Esperanza de Albocácer, es un monumento catalogado como Bien de Relevancia Local, según consta en la Dirección General de Patrimonio Artístico de la Generalidad Valenciana.
Se encuentra situada en la masía de San Pedro, en el municipio de Albocácer en la comarca del Alto Maestrazgo, en Castellón. Se supone que la construcción data de principios del siglo XV, a expensas de Bernardo Fort (1350-1425). En 1409 fue reparada, año en que el Papa Benedicto XIII (el papa Luna), concedió indulgencias a sus visitantes.